# Rijker dan je denkt?
Rijker dan je denkt? is een televisieprogramma dat sinds 2012 te zien is op de Vlaamse commerciële zender VTM. Het wordt gepresenteerd door Staf Coppens.
In dit programma kunnen mensen hun spullen laten taxeren, en/of uitleg over een product krijgen van een expert. Voor elk specifiek vakgebied is er een expert aanwezig, van schilderijen tot speelgoed en van muziekinstrumenten tot porselein.
Elke aflevering wordt opgenomen op een bijzondere locatie. In het verleden was men onder meer te gast bij het vernieuwde Havenhuis in Antwerpen, Kasteel Hertoginnedal in Brussel, de gerenoveerde zalen van de Zoo van Antwerpen en het Hof van Busleyden te Mechelen.

## Experten
Anno 2019 werken volgende 29 experten mee aan het programma:
- André Debeyne - Wapens
- Bart Van Acker - Postzegels & numismatiek
- Bruno Speybrouck - Algemeen
- Caroline Van Meerbeek - Hedendaagse kunst
- Dave Van Den Keybus - Camera's en elektronica
- David De Brauwer - Vintage & design
- Dieter Machielsen - Muziekinstrumenten
- Eliane Van Nin - Speelgoed
- Elias Leytens - Boeken & prenten
- Elke Op de Beeck - Uurwerken en horloges
- Francis Bracke - Emaille reclameborden
- Frederic Rozier - Vintage & design
- Geert De Weyer - Stripverhalen
- Gert Beets - Auto's & motoren
- Gert Schrijvers - Strijkinstrumenten
- Hilko Nackaerts - Elektrische gitaren
- Jo Vandercappellen - Toegepaste kunst en juwelen
- Karl Marcelis - Schilderkunst
- Klaas Muller - Oude meesters
- Marc Michot - Chinees porselein
- Mario Coppens - Etnische kunst
- Peter Bernaerts - Toegepaste kunst
- Peter Van Hooydonck - Stripverhalen
- Robin Jehaes - Games & collectables
- Roger Maes - Europees porselein
- Rudi Heselmans - Algemeen
- Rut Van Caelenbergh - Afrikaanse kunst
- Tiany Kiriloff - Kledij
- Tobias Desmet - Oude beelden